# The Silver Car
The Silver Car è un film muto del 1921 diretto da David Smith e interpretato da Earle Williams, Kathryn Adams, Geoffrey Webb, Eric Mayne, Emmett King. Di genere drammatico, fu prodotto e distribuito dalla Vitagraph.

## Trama
In partenza per l'Europa, Anthony Trent - un truffatore internazionale - riconosce William Smith, un vecchio commilitone creduto morto al quale lui aveva confidato la sua vera identità. In Inghilterra, Trent scopre nella cassaforte del colonnello Langley dei documenti che rivelano che Smith è, in realtà, Arthur Grenvil, coinvolto in una truffa che ha avuto come vittima proprio suo zio, il conte di Rosecarrel. Con l'aiuto di Trent, Daphne, la sorella del giovane, distrugge le prove. Venendo a sapere che Rosecarrel è ricattato da un conte croato per un trattato tra i due paesi, Trent riesce a mettere sotto chiave il documento, salvando Rosecarrel che lo ricompensa con un ranch in Australia dove Trent potrà ritirarsi insieme a Daphne alla quale ha chiesto di diventare sua moglie.

## Produzione
Le riprese del film, prodotto dalla Vitagraph Company of America, terminarono a metà aprile 1921.

## Distribuzione
Il copyright del film, richiesto dalla Vitagraph, fu registrato il 1º giugno 1921 con il numero LP16603.
Distribuito dalla Vitagraph Company of America, il film uscì nelle sale cinematografiche statunitensi nel giugno 1921.
Non si conoscono copie ancora esistenti della pellicola che viene considerata presumibilmente perduta.